# Тіаго да Роша Вієйра
Тіаго да Роша Вієйра Алвіш (порт. Tiago da Rocha Vieira Alves), більш відомий як Тіагінью (порт. Tiaguinho, нар. 4 червня 1994 — пом. 28 листопада 2016, Ла-Уніон) — бразильський футболіст, що грав на позиції півзахисника.

## Ігрова кар'єра
У дорослому футболі дебютував 2015 року виступами за команду «XV ді Новембро», в якій провів півроку, взявши участь лише у 8 матчах чемпіонату, після чого влітку того ж року перейшов у «Метрополітано». Відіграв за команду з Блуменау наступний рік своєї ігрової кар'єри.
Влітку 2016 року перейшов до клубу «Шапекоенсе», за який відіграв 16 матчів і забив 4 голи у Серії А.
28 листопада 2016 загинув у авіакатастрофі в Колумбії, разом з ним загинули багато гравців та повний склад тренерського штабу клубу «Шапекоенсе», який прямував на перший фінальний матч Південноамериканського кубка. Напередодні трагедії Тіагіньйо отримав звістку від своєї дружини, що вперше стане батьком. Згодом посмертно Тіагіньйо з командою таки отримав титул переможця турніру на прохання суперників по фіналу.

## Титули та досягнення
- Володар Південноамериканського кубка (1): 2016 (посмертно, на прохання суперників[3])